# Simone Chapuis-Bischof
Simone Chapuis-Bischof   (Basilea, 16 de març de 1931 - 9 d'octubre de 2023) va ser una activista suïssa. Fou una de les organitzadores pel sufragi femení a Suïssa. També va encapçalar l'Association Suisse Pour les Droits de la Femme (ADF, o en català, l'Associació Suïssa pels Drets de les Dones), i fou la presidenta de la revista Femmes Suisses.

## Biografia
Chapuis-Bischof va nàixer a Basilea. Quan tenia vuit anys, la seua família es va traslladar a viure a Lausana.
Chapuis-Bischof es convertí mestra al cantó de Vaud. Ella traça l'inici del seu activisme l'any 1959, quan descobrí que els homes a l'escolar on treballava guanyava un 30% més que les dones amb les mateixes qualificacions. Començà a treballar cap a la igualtat de drets des d'aleshores, dedicant-se al sufragi femení, l'accés a l'educació, igualtat de pagament pel mateix treball, els subsidis per maternitat i la despenalització de l'avortament induït. Treballà com a activista pel dret de les dones a votar, el qual fou aconseguit de manera plena l'any 1971 a Suïssa.
Chapuis-Bischof va ser activa en l'Association lausannoise pour le suffrage féminin (l'Associació de Lausana pel Sufragi de les Dones) i més endavant fou presidenta entre els anys 1971 i 1974. Més endavant esdevení presidenta l'associació a nivell cantonal entre 1974 i 1980.
En 2011, Chapuis-Bischof fou receptora del premi, “Femme exilée, femme engagée” (dona exiliada, dona compromesa), per la ciutat de Ginebra.